# NGC 134
NGC 134 je galaksija u zviježđu Kipar.

## Vanjske poveznice
- SEDS: NGC 0134